# Солунски залив (дем)
Солунски залив (на гръцки: Δήμος Θερμαϊκού, Димос Термайку) е дем в област Централна Македония на Република Гърция. Център на дема е град Переа. Демът обхваща 9 селища в западната част на Халкидическия полуостров.

## Селища
Дем Солунски залив е създаден на 1 януари 2011 година след обединение на три стари административни единици – демите Солунски залив, Епаноми и Миханиона по закона Каликратис.

### Демова единица Епаноми
Според преброяването от 2001 година дем Епаноми (Δήμος Επανομής) има 8671 жители и в него влизат следните демови секции и селища:
- Демова секция Епаноми

- град Епаноми (Επανομή)

- Демова секция Месимери

- село Месимери (Μεσημέρι)

### Демова единица Миханиона
Според преброяването от 2001 година дем Миханиона (Δήμος Μηχανιώνας) има 9425 жители и в него влизат следните демови секции и селища:
- Демова секция Неа Миханиона

- град Неа Миханиона (Νέα Μηχανιώνα)

- Демова секция Ангелохори

- село Ангелохори (Αγγελοχώρι)

- Демова секция Неа Керасия

- село Неа Керасия (Νέα Κερασιά)

### Демова единица Солунски залив
Според преброяването от 2001 година дем Солунски залив има 20 253 жители и в него влизат следните демови секции и селища:
- Демова секция Переа

- град Переа (Περαία)
- село Ливадаки (Λιβαδάκι)

- Демова секция Агия Триада

- село Агия Триада (Αγία Τριάδα)

- Демова секция Неи Епиватес

- село Неи Епиватес (Νέοι Επιβάτες)